# 김원벽
김원벽(金元璧, 1894년 6월 24일 ~ 1928년 4월 9일)은 대한제국의 독립운동가이다.

## 생애
황해도 은률에서 출생하여 지난날 한때 황해도 옹진에서 잠시 유아기를 보낸 적이 있는 그는 1919년에 연희전문학교에 재학 중이었으며 장로교 예하 승동교회 청년면려회 회장이었다.
1919년에 발생한 3·1 운동에 민족대표 48인 중 한 사람으로 참가했다. 1월부터 보성법률상업전문학교의 강기덕, 경성의학전문학교의 한위건 등과 함께 자신이 소속된 중앙기독교청년회(YMCA) 간사 박희도와 회동하기 시작하면서 운동의 기획 과정부터 참가했다.
2월 27일에는 경성부의 학생 대표급 인사들이 박희도의 초청으로 모인 대관원 모임때 주익, 윤화정, 윤자영, 이용설, 주종의, 김형기, 이공후를 불러서 이 운동의 취지를 설명하고 동참할 것을 요청했다.
3·1 운동 거사 당일에 민족대표 33인들이 태화관에서 실내 행사를 갖은 뒤 자진 연행 형식으로 체포되자 강기덕과 함께 3월 5일 학생 위주의 후속 시위를 벌이다가 현장에서 체포되었다. 김원벽은 이 만세 시위를 조직하여 대표 역할을 맡았고, 체포될 당시에는 인력거를 타고 깃발을 흔들며 군중을 지휘하던 중이었다. 이 사건으로 징역 2년형을 선고 받아 복역했다.
박희도가 설립한 좌파 경향의 《신생활》(新生活), 최남선의 《시대일보》에 근무하며 언론인으로 활동했으나 얼마 되지 않아 사리원에서 35세의 나이로 요절하였다.

## 사후
- 대한민국 정부는 그의 공헌을 기려 1962년 건국훈장 독립장을 추서하였다.

## 참고자료
- 김원벽 : 독립유공자 공훈록 - 국가보훈처